# Synkronisering
Synkronisering är att få en tidsmässig överensstämmelse mellan flera objekt (där minst två objekt stämmer med varandra i tid). Exempel är ljudet som stämmer överens med bilden i en film, en buss som avgår när tåget ankommit eller en militär aktion där soldater måste anfalla samtidigt från olika håll för att lyckas.

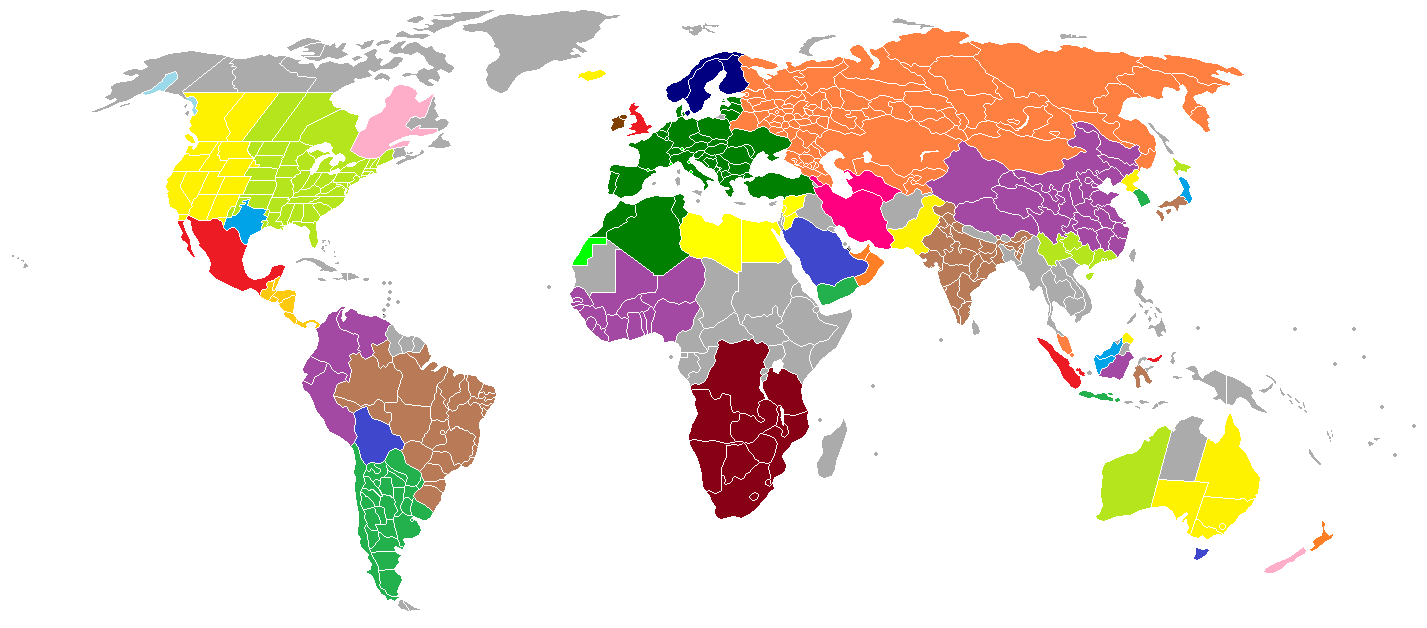
De olika synkrona elnäten i världen markeras med olika färger.

Elnät måste synkroniseras för att kunna kopplas ihop. Likaså måste modem ofta synkroniseras med varandra för att det mottagande modemet ska tolka signalerna rätt.